# Thomas Cubitt
Pour les articles homonymes, voir Cubitt.
Thomas Cubitt (1788-1855), né à Buxton (en), dans le comté de Norfolk, au Royaume-Uni, est l'un des principaux architectes de Londres durant la première moitié du XIXe siècle. Il participe également à de nombreux projets de constructions ailleurs dans le pays, dans la résidence royale de Osborne House sur l'île de Wight par exemple.

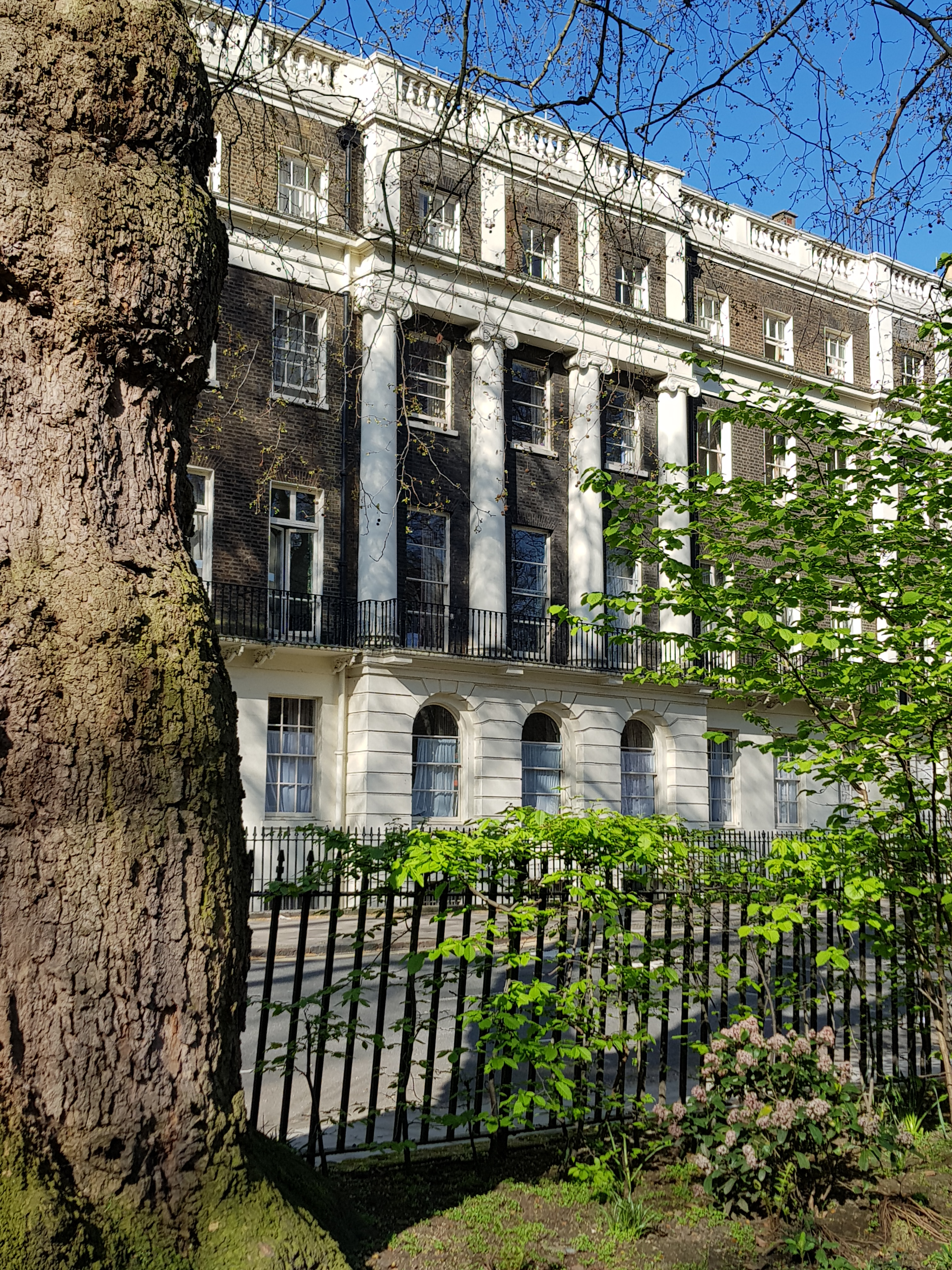
Tavistock Square, Londres.

Il est le frère aîné de l'architecte Lewis Cubitt et de l'homme politique William Cubitt (en) et c'est l'arrière grand-père maternel de l'actuelle Reine Camilla.

## Réalisations à Londres
- Nombreux bâtiments à Pimlico.

- Belgrave Square, Londres, n° 49.

- Tavistock Square, côtés ouest et nord (vers 1820)[1].
- Clapham Park, à partir de 1825,
- Chester Square, Belgravia (1835)[2].

- Actuelle ambassade de France, Knightsbridge (1845).